# Satronia
Satronia es un género de polillas tortrícidas, categorizado en la tribu Grapholitini, de la subfamilia Olethreutinae. Fue descrito por Carl Heinrich en 1926.

## Especies
- Satronia catharma Razowski & Becker, 2016
- Satronia herediae Razowski, 2011
- Satronia laepha Razowski & Becker, 2016
- Satronia lita Razowski & Becker, 2016
- Satronia mantissa Razowski & Becker, 2016
- Satronia mesaea Razowski & Becker, 2016
- Satronia pentha Razowski & Becker, 2016
- Satronia pheidologeton Razowski & Becker, 2016
- Satronia priva Razowski & Becker, 2016
- Satronia selvae Razowski, 2011
- Satronia sesops Razowski & Becker, 2016
- Satronia sinuata Razowski & Becker, 2016
- Satronia tantilla Heinrich, 1926